# Virtual Riot
Christian Valentin Brunn, mejor conocido bajo el nombre artístico Virtual Riot, es un productor y DJ de música electrónica alemán. Ha lanzado 18 EP (3 de remixes), dos álbumes de estudio y un álbum recopilatorio. En 2014 ingresó al sello discográfico independiente Disciple.

## Carrera
Virtual Riot ha tenido numerosos éxitos en el listado de canciones de Beatport, incluyendo hits como «One For All, All For One» con Razihel y «Cali Born» con Helicopter Showdown. Otros outlets de música electrónica, como Your EDM, han clasificado su música como "no tradicional" y "enérgica" comparándolo con artistas como Savant.
Valentin ha acumulado más de 299.000 seguidores en SoundCloud, donde ha lanzado muchas canciones, comenzando con una pieza rock-pop titulada «Wake Me Up», y recientemente, su EP 'Save Yourself'. También ha superado los 360 000 suscriptores en YouTube, donde sube sus canciones, monólogos y tutoriales sobre producción musical.
Antes de producir bajo el alias Virtual Riot, Valentin produjo Ambient Dubstep y Future Garage bajo otros alias como YourPersonalTranquilizer y Keygenerator. 
Dijo en una transmisión en vivo en su cuenta de Twitch.tv que sus trabajos bajo esos alias estaban "en algún lugar de YouTube", que era el canal "stollentroll32", donde aparecía Valentin tocando el piano y haciendo videos de dominó. El 25 de abril de 2018, un pirata informático ruso hackeó el canal  y arruinó por completo todos y cada uno de los videos al cambiar la miniatura, título y descripción de éstos. Valentin más tarde declaró que él simplemente "borró el canal".
A principios de 2015 y finales de 2016 formó parte del trío dubstep conocido como Chodegang junto con Barely Alive y Dubloadz, que luego se suspendió debido a algunos asuntos internos entre estos dos últimos.
También ha producido varios paquetes de samples y presets para productores de música, con algunos de sus paquetes más populares, incluido su paquete de samples homónimo de 2014 en Prime Loops, y sus paquetes de presets para  VST como Massive y Xfer's Serum.

## Discografía
Álbumes
| Título                | Detalles                                                                     |
| --------------------- | ---------------------------------------------------------------------------- |
| There Goes Your Money | - Lanzamiento: 27 de mayo de 2013 - Sello: SectionZ - Formato: Digital       |
| Simulation            | - Lanzamiento: 10 de septiembre de 2021 - Sello: Disciple - Formato: Digital |
| Stealing Fire         | - Lanzamiento: 18 de octubre de 2024 - Sello: Monstercat - Formato: Digital  |

Recopilaciones
| Título       | Detalles                                                                     |
| ------------ | ---------------------------------------------------------------------------- |
| The Classics | - Lanzamiento: 5 de mayo de 2017 - Sello: Create Classics - Formato: Digital |

EP'S
| Título                                                          | Detalles                                                                                        | Posicionamiento en listas |
| Título                                                          | Detalles                                                                                        | [USDance]                 |
| --------------------------------------------------------------- | ----------------------------------------------------------------------------------------------- | ------------------------- |
| From Space                                                      | - Lanzamiento: 25 de mayo de 2011 - Sello: Phantom Hertz - Formato: Digital                     | —                         |
| Transmission                                                    | - Lanzamiento: 4 de octubre de 2011 - Sello: Phantom Hertz - Formato: Digital                   | —                         |
| Superhuman                                                      | - Lanzamiento: 17 de febrero de 2012 - Sello: Quantum - Formato: Digital                        | —                         |
| Drop Some                                                       | - Lanzamiento: 6 de agosto de 2013 - Sello: Bass Liberation - Formato: Digital                  | —                         |
| Sugar Rush                                                      | - Lanzamiento: 14 de octubre de 2013 - Sello: Audiophile Live - Formato: Digital                | —                         |
| We're Not Alone                                                 | - Lanzamiento: 11 de agosto de 2014 - Sello: Disciple - Formato: Digital                        | —                         |
| 100% No Bangerang                                               | - Lanzamiento: 27 de ficiembre de 2014 - Sello: ninguno (lanzamiento propio) - Formato: Digital | —                         |
| Nightmare                                                       | - Lanzamiento: 16 de febrero de 2015 - Sello: Disciple - Formato: Digital                       | —                         |
| Machinery                                                       | - Lanzamiento: 21 de septiembre de 2015 - Sello: Disciple - Formato: Digital                    | —                         |
| Chemistry                                                       | - Lanzamiento: 2 de mayo de 2016 - Sello: Disciple - Formato: Digital                           | 20                        |
| Throwback                                                       | - Lanzamiento: 27 de febrero de 2017 - Sello: Disciple - Formato: Digital                       | —                         |
| Still Kids                                                      | - Lanzamiento: 10 de agosto de 2017 - Sello: spirited. - Formato: Digital                       | —                         |
| German Engineering                                              | - Lanzamiento: 31 de enero de 2018 - Sello: Disciple - Formato: Digital                         | –                         |
| Preset Junkies                                                  | - Lanzamiento: 24 de octubre de 2018 - Sello: Disciple - Formato: Digital                       | –                         |
| Save Yourself                                                   | - Lanzamiento: 25 de septiembre de 2019 - Sello: Disciple - Formato: Digital                    | –                         |
| "—" significa que el EP no entró en los charts o no fue lanzado |                                                                                                 |                           |

Como Artista Colaborador
| Título                                                 | Detalles                                                                              |
| ------------------------------------------------------ | ------------------------------------------------------------------------------------- |
| In Love With the World (por Aura Dione)                | - Lanzamiento: 1 de enero de 2012 - Sello: Universal Music Germany - Formato: Digital |
| Getting Wet (por Lock N Bounce)                        | - Lanzamiento: 1 de mayo de 2013 - Sello: Jet Set Trash - Formato: Digital            |
| Destination: Quantum (por Astronaut)                   | - Lanzamiento: 19 de marzo de 2014 - Sello: Monstercat - Formato: Digital             |
| Emotional (Remixes)(by Flux Pavilion and Matthew Koma) | - Lanzamiento: 22 de enero de 2016 - Sello: Circus Records - Formato: Digital         |
| Alt Classic (por Kill the Noise)                       | - Lanzamiento: 13 de mayo de 2016 - Sello: OWSLA - Formato: Digital                   |

Singles
| Title                                            | Year | Álbum                              |
| ------------------------------------------------ | ---- | ---------------------------------- |
| "Dreaming"                                       | 2011 | Transmission EP                    |
| "Dance with Me"                                  | 2011 | Singles                            |
| "Renegade A. I."                                 | 2011 | Singles                            |
| "Cold Winds and Warm Blankets"                   | 2011 | Singles                            |
| "Nights on Fire"                                 | 2011 | There Goes Your Money              |
| "The Pit"                                        | 2012 | Singles                            |
| "Another Way"                                    | 2012 | Singles                            |
| "Energy Drink"                                   | 2013 | Singles                            |
| "Evil Gameboy"                                   | 2013 | There Goes Your Money              |
| "Paper Planes"                                   | 2014 | Singles                            |
| "Earth & Sky"                                    | 2014 | Singles                            |
| "Rampage"                                        | 2014 | Singles                            |
| "Fuck Gravity"                                   | 2014 | 100% No Bangers EP                 |
| "Lunar"                                          | 2015 | Singles                            |
| "Mittens Is Angry"                               | 2015 | Singles                            |
| "Yonaka"                                         | 2015 | Singles                            |
| "Disintegrate"                                   | 2015 | Free Spirits, Vol. 1               |
| "Preset Junkies"                                 | 2015 | Single                             |
| "Stay For a While"                               | 2016 | Free Spirits, Vol. 2               |
| "Dragons"                                        | 2016 | Disciple Alliance, Vol. 3          |
| "Pixel Forest"                                   | 2017 | Free Spirits, Vol. 5               |
| "Basement Dwellers"[1] (with Barely Alive)       | 2017 | Single                             |
| "Degenerates"                                    | 2017 | Knights Of The Round Table, Vol. 1 |
| "Continue"                                       | 2018 | Disciple x Jericho                 |
| "By My Side"[2] (with Modestep and Barely Alive) | 2018 | Disciple Alliance, Vol. 4          |
| "Dog Fight"[3]                                   | 2018 | Disciple Alliance, Vol. 4          |
| "How Do You Turn This On"[4]                     | 2018 | Disciple x Miniladd                |
| "Cry Some More"[5]                               | 2018 | Knights Of The Round Table, Vol. 2 |
| "PN-35A"                                         | 2019 | Practice Notes 35 Redux            |

Mashups
| Título                         | Año  | Álbum   | Sello              |
| ------------------------------ | ---- | ------- | ------------------ |
| "Idols"                        | 2013 | Singles | Lanzamiento propio |
| "Superheroes" (con Panda Eyes) | 2015 | Singles | Lanzamiento propio |

VIP'S (Variaciones en  producción)
| Title                          | Year | Álbum                         | Label               |
| ------------------------------ | ---- | ----------------------------- | ------------------- |
| "We're Not Alone"              | 2014 | We're Not Alone (The Remixes) | Disciple Recordings |
| "Warm Ups"                     | 2016 | Disciple 03: Risen            | Disciple Recordings |
| "In My Head" (featuring PRXZM) | 2017 | Free Spirits, Vol. 4          | Spirited            |
| "Purple Dragons" (Dragons VIP) | 2017 | Singles                       | Disciple Recordings |
| "Everyday" (featuring Yosie)   | 2017 | Singles                       | Spirited            |
| "Preset Junkies"               | 2018 | Preset Junkies EP             | Disciple Recordings |

Colaboraciones Originales
| Título                    | Año  | Álbum                              | Sello                    |
| ------------------------- | ---- | ---------------------------------- | ------------------------ |
| "Illusion Machine"        | 2011 | Shock Therapy LP                   | Phantom Hertz Recordings |
| "Gangsters"               | 2014 | Disciple Alliance, Vol. 1          | Disciple Recordings      |
| "Beyond"                  | 2015 | Disciple Alliance, Vol. 2          | Disciple Recordings      |
| "Dragons"                 | 2016 | Disciple Alliance, Vol. 3          | Disciple Recordings      |
| "Degenerates"             | 2017 | Knights of the Round Table, Vol. 1 | Disciple Round Table     |
| "Cry Some More"           | 2018 | Knights of the Round Table, Vol. 2 | Disciple Round Table     |
| "Continue"                | 2018 | Disciple x Jericho                 | Disciple Recordings      |
| "Dog Fight"               | 2018 | Disciple Alliance, Vol. 4          | Disciple Recordings      |
| "How Do You Turn This On" | 2018 | Disciple x Miniladd                | Disciple Recordings      |
| "Das Riddim (con INFEKT)" | 2019 | Disciple Alliance, Vol. 5          | Disciple Recordings      |
| "Dream Logic"             | 2020 | Disciple Alliance, Vol. 6          | Disciple Recordings      |
| "Don't Need You"          | 2021 | Disciple Alliance, Vol. 7          | Disciple Recordings      |

Colaboraciones
| Título                                  | Año  | Colaborador                   | Sello              |
| --------------------------------------- | ---- | ----------------------------- | ------------------ |
| "Superhuman"                            | 2012 | Amba Shepherd                 | Quantum            |
| "Never Let You Go"                      | 2012 | Crystal Drop & Bunjee         | Bass Liberation    |
| "Project Mayhem"                        | 2013 | ANiMAL                        | Lanzamiento propio |
| "Cali Born"                             | 2013 | Helicopter Showdown           | Anemnesis          |
| "One For All, All For One"              | 2013 | Razihel                       | Monstercat         |
| "Where Are You"                         | 2013 | Sub.Sound                     | Audiophile Live    |
| "Symphony"                              | 2014 | Jonas Minor                   | Disciple           |
| "Thwek"                                 | 2014 | Mr. Bill                      | Section Z          |
| "Nightmare" (featuring Splitbreed)      | 2015 | Autodrive                     | Disciple           |
| "Fatal Fist Punch"                      | 2015 | Megalodon                     | Never Say Die      |
| "Alien"                                 | 2015 | Dodge & Fuski                 | Disciple           |
| "Feel The Bass"                         | 2015 | JVST SAY YES                  | Disciple           |
| "Running From The Cops"                 | 2015 | Armanni Reign                 | Disciple           |
| "Borg"                                  | 2016 | FuntCase                      | Disciple           |
| "Showdown"                              | 2016 | ShockOne                      | Disciple           |
| "Juices"                                | 2016 | Dubloadz                      | Disciple           |
| "Nasty"                                 | 2016 | Datsik                        | Firepower          |
| "Leave It Behind" (featuring Ash Riser) | 2016 | 12th Planet                   | Disciple           |
| "Flutter"                               | 2016 | Madi                          | Moving Castle      |
| "In My Head"                            | 2016 | PRXZM                         | Spirited.          |
| "Graveyard Shift"                       | 2016 | Bukez Finezt                  | Disciple           |
| "Kung Fu"                               | 2017 | PhaseOne                      | Disciple           |
| "Beat Dem Up"                           | 2017 | Dirtyphonics                  | Buygore            |
| "Listen"                                | 2017 | The Others                    | Disciple           |
| "Don't Get Spooked"                     | 2017 | Dubloadz                      | Disciple           |
| "Basement Dwellers"                     | 2017 | Barely Alive                  | Disciple           |
| "Warriors of the Night"                 | 2018 | Datsik                        | Firepower          |
| "Freakuency"                            | 2018 | Datsik                        | Firepower          |
| "Rampage"                               | 2018 | Barely Alive, PhaseOne & Myro | Rampage            |
| "Triforce"                              | 2018 | Panda Eyes & Barely Alive     | Disciple           |
| "By My Side"                            | 2018 | Modestep & Barely Alive       | Disciple           |
| "Guardians Of The Universe"             | 2018 | TeddyLoid                     | Gan-Shin           |

Remixes
| Título                                                           | Año  | Artista                             | Sello                    |
| ---------------------------------------------------------------- | ---- | ----------------------------------- | ------------------------ |
| "Speaker Fuck"                                                   | 2011 | Basis                               | Phantom Hertz            |
| "One" (featuring Holly Drummond)                                 | 2012 | Submatik & Phil                     | Lanzamiento propio       |
| "Now That You're Gone"                                           | 2012 | Nick Galea                          | One Eighty               |
| "Never Let You Go"                                               | 2012 | Crystal Drop, Bunjee & Virtual Riot | Bass Liberation          |
| "Black Light"                                                    | 2012 | Lisa Rowe                           | Lanzamiento propio       |
| "In Love With The World"                                         | 2012 | Aura Dione                          | Universal Music Germany  |
| "Million Miles"                                                  | 2012 | off/chopped                         | Lanzamiento propio       |
| "Stories Can Wait"                                               | 2013 | Submatik                            | Quantum                  |
| "Bad News"                                                       | 2013 | Lock N Bounce                       | Jet Set Trash            |
| "Where Do We Go"                                                 | 2013 | 1OAKS                               | Warner Music Germany     |
| "Arms"                                                           | 2013 | MNRS                                | Konkordski               |
| "Work Bitch"                                                     | 2013 | Britney Spears                      | RCA/Sony                 |
| "Next Ones To Come"                                              | 2013 | Claire                              | Polydor/Island/Universal |
| "Time Is Now"                                                    | 2013 | Youthkills                          | Polydor/Island/Universal |
| "Mistake"                                                        | 2013 | Teqq vs. Alive & Kicking            | Modern Chap              |
| "Can You Feel My Heart"                                          | 2013 | Bring Me The Horizon                | Lanzamiento propio       |
| "Get It Right"                                                   | 2013 | Left Boy                            | Lanzamiento propio       |
| "Chasing Ghosts" (featuring Spock & Directive)                   | 2014 | Barely Alive                        | Disciple                 |
| "Lovers On The Run"                                              | 2014 | NIHILS                              | Lanzamiento propio       |
| "Quantum"                                                        | 2014 | Astronaut                           | Monstercat               |
| "Fire Away"                                                      | 2014 | Skrillex                            | Lanzamiento propio       |
| "Dial Up"                                                        | 2014 | Barely Alive                        | Disciple                 |
| "Follow You"                                                     | 2014 | Au5                                 | Monstercat               |
| "Ultraviolence"                                                  | 2014 | Lana Del Rey                        | Lanzamiento propio       |
| "Together"                                                       | 2014 | MUST DIE!                           | Lanzamiento propio       |
| "Lionhearted"                                                    | 2015 | Porter Robinson                     | Lanzamiento propio       |
| "I've Got You"                                                   | 2015 | Animal Music                        | MUK                      |
| "True Colors"                                                    | 2015 | Zedd]                               | Interscope/Universal     |
| "Codename X"                                                     | 2016 | Excision                            | Rottun Recordings        |
| "Emotional"                                                      | 2016 | Flux Pavilion & Matthew Koma        | Circus Records           |
| "Binary" (with Barely Alive)                                     | 2016 | Barely Alive                        | Disciple                 |
| "Without a Trace" (featuring Stalking Gia) [with Kill The Noise] | 2016 | Kill The Noise                      | OWSLA                    |
| "Next To You" (featuring Savoi)                                  | 2016 | LDRU                                | Audiopaxx/Universal      |
| "All We Know" (featuring Phoebe Ryan)                            | 2016 | The Chainsmokers                    | Lanzamiento propio       |
| "Talk About It" (featuring Desirée Dawson)                       | 2017 | Pegboard Nerds                      | Monstercat               |
| "One" (featuring Holly Drummond)                                 | 2017 | Submatik                            | Lanzamiento propio       |
| "WFSU" (with Snails)                                             | 2018 | Snails & Waka Flocka Flame          | Slugz Music              |
| "Clarity" (featuring Foxes)                                      | 2018 | Zedd                                | Lanzamiento propio       |